# Resta, Enköpings kommun
Resta är en herrgård Nysätra socken, Enköpings kommun.

## Historik
Resta var ursprungligen en bondby om tre mantal, lydande under ärkebiskopens gård Biskops-Arnö. De tillhörde först Mälby rättardöme men överfördes senare till Åloppe rättardöme. 

### 1500 och 1600 -talet
Under 1500-talet hamnade gårdarna i Kronans ägo och förlänades 1615 till Maria Göbel, änka efter livmedikus Casper Fidler. 1646 övergick förläningen till hennes dotterdotter Justina Larsdotter Stormhatt, som 1652 bytte bort den till Magnus Gabriel De la Gardie. Magnus Gabriel De la Gardie lät skapa ett säteri här under 1650-talet. 
1668 överlät han Resta till sin syster Ebba Margareta De la Gardie i samband med hennes giftermål med Per Larsson Sparre. Under deras tid utökades antalet underlydande gårdar, och de lät uppföra en ny huvudbyggnad i karolinsk stil. 

### 1700 -talet
Efter Per Larsson Sparres död 1692 sålde Ebba Margareta säteriet till Jonas Brehmsköld. Vid hans död ärdes den av hans änka och barn, men överläts 1720 på Jonas Brehmskölds syster Hedvig Brehmsköld, gift med Johan Boström. Då Hedvig Brehmsköld dog 1736 löstes säteriet av Carl Vilhelm Cederhielm, gift med Anna Maria von Strokirch som tidigare varit gift med Olof Hermelin som var son till Hedvig Brehmskölds syster Helena Brehmsköld. Han var bosatt på Lindholmens gård, men sedan han i slutet av 1750-talet överlåtit Lindholmens gård på sin son, valde han att flytta hit. De valde då att börja renovera den nu ganska ålderstigna huvudbyggnaden, men 1760 brann herrgården ned till grunden. Dottern Vilhelmina Cederhielm och hennes make Gustaf Geete övertog Resta, och började snart uppföra en ny huvudbyggnad, och 1765 flyttade de hit. Gustaf Geete avled 1774 och Vilhelmina Cederhielm gifte då om sig med Bengt Gustaf Tigerhielm. Då hon saknade barn sålde hon Resta till en av andra makens släktingar, Elisabeth Gustava Tigerhielm, gift med Johan Georg von Küsel. 

### 1800 -talet
1800 bytte von Küsel bort Resta mot Hamra gård i Fröslunda socken och Michael Graaner blev i stället ägare och bosatt på Resta. Gården ärvdes 1810 av hans brorson Gustaf Fredrik Graaner, och gick efter hans död i arv till hans dotter Amalia Augusta Graaner, gift med justitierådet Anders Georg Magnus Nordenstolpe. De vistades till en början endast här korta tider, men efter hans pensionering 1855 bosatte de sig på Resta. Anders Georg Magnus avled 1861 och Amalia Augusta 1872. Resta ärvdes av deras dotter som sålde gården 1873. Därefter har ägarna snabbt bytts ut. 

### 1900 -talet och framåt
Under 1910-talet styckades stora delar av godset av för bildande av egnahem, men endast ett fåtal av försäljningarna kom verkligen till stånd.

## Lilla Resta
En mindre gård, Lilla Resta, belägen längre söderut förblev fram till början av 1700-talet en frälsegård men inkorporerades därefter i säteriets drift. Det är okänt i vilken grad gården bebyggdes, men fragment av en spisomfattning i sandsten från mitten av 1600-talet antyder att här fanns en ganska betydande byggnad, även om De La Gardie aldrig var bosatt här.